# Lasfaillades
 Lasfaillades  es una población y comuna francesa, ubicada en la región de Mediodía-Pirineos, departamento de Tarn, en el distrito de Castres y cantón de Anglès.

## Demografía
| 119 | 101 | 87 | 73 | 80 | 84 |
| Para los censos de 1962 a 1999 la población legal corresponde a la población sin duplicidades (Fuente: INSEE [Consultar]) |     |    |    |    |    |